# Elizabeth Masson
Elizabeth Masson (1806 – 9 de janeiro de 1865) foi uma cantora mezzo-soprano e compositora inglesa. Ela nasceu na Escócia e estudou canto com a Sra. Henry Smart e Giuditta Pasta na Itália. Em 1831 ela fez a sua estreia no concerto Ella's Second Subscription, e cantou regularmente em Concertos da Sociedade Filarmónica. Mais tarde ela trabalhou como professora de canto e compôs canções, publicando uma coleção. Ela também fundou em 1839 a Royal Society of Women Musicians (Real Sociedade de Mulheres Músicas), e faleceu em Londres.

## Obras
Obras selecionadas incluem:
- Ah, love was never yet without the pang (Texto: George Gordon Noel Byron, Lord Byron)
- Stars of the summer night  (Texto: Henry Wadsworth Longfellow)